# Lysandra cition
Lysandra cition är en fjärilsart som beskrevs av Hans Fruhstorfer 1910. Lysandra cition ingår i släktet Lysandra och familjen juvelvingar. Inga underarter finns listade i Catalogue of Life.